# Лига чемпионов УЕФА среди женщин
Лига чемпионов УЕФА среди женщин (англ. UEFA Women's Champions League) — ежегодный международный турнир по футболу среди женских клубов, основанный в 2001 году. До сезона-2009/10 носил название Кубок УЕФА.
В розыгрыше Лиги чемпионов УЕФА среди женщин принимают участие победители футбольных чемпионатов стран, являющихся членами УЕФА (Союза европейских футбольных ассоциаций), за исключением стран, в которых нет национальных женских лиг. Всего участвуют представители 50-ти из 55 стран-членов УЕФА. В сезоне-2021/22 в розыгрыше впервые был проведён групповой этап, который с сезона 2025–2026 годов будет преобразован в лигу.
«Олимпик Лион» является обладателем рекорда по количеству побед в турнире, выиграв его восемь раз. «Олимпик Лион» единственный клуб, который смог выиграть Лигу чемпионов пять раз подряд с 2016 по 2020 год. Также «Вольфсбург» чаще других команд (4 раза) проигрывал в финальных матчах. Германия является рекордсменом по количеству побед в турнире — 9 раз.
Действующий победитель турнира — «Арсенал», который обыграл в финале 2025 года «Барселону» со счётом 1:0.
С первого розыгрыша 2001/02 года и до сезона 2008/09 турнир назывался Кубком УЕФА среди женщин. Первый финал Кубка УЕФА среди женщин прошёл в 2002 году в Германии, на стадионе «Вальдштадион». «Франкфурт» выиграл у «Умео» со счётом 2:0. Со следующего розыгрыша в 2003 году и до 2009 года, победитель определялся по результатам двух матчей, по одному на стадионе каждого участвующего клуба, но с 2010 года в связи с изменением названия турнира, был изменён и формат его проведения, в результате чего был введён одноматчевый финал на нейтральном поле.

## История и формат

### С 2001 по 2009 год

Логотип турнира с 2001 по 2009 год

23 мая 2000 года в Париже, Исполнительный комитет УЕФА утвердил предложение об организации клубного турнира европейского масштаба для женщин. Восемь раз он проводился под названием Кубок УЕФА среди женщин, а с сезона 2009/10 он был переименован в Лигу чемпионов УЕФА среди женщин.
В сезоне 2001/02, во время Чемпионата Европы среди женщин в Германии прошла первая жеребьёвка. В первом розыгрыше приняли участие 33 клуба. После единственного квалификационного раунда состоявшегося из одного матча, осталось 32 клуба, которые были поделены на восемь групп по четыре команды. 23 мая 2002 года, финале на стадионе «Вальдштадион» немецкий «Франкфурт» обыграл со счётом 2:0 шведский «Умео».
В сезоне 2002/03 в турнире уже участвовало 35 клубов. В полуфинале «Умео» взял реванш над «Франкфуртом». В финал вновь вышел «Умео». С этого сезона победитель турнира определялся по результатам двух матчей, по одному на стадионе каждого участвующего клуба.
В финале по результатам двух матчей, с общим счётом 7:1 «Умео» обыграл датский «Йёрринг».
В сезоне 2003/04 в розыгрыше участвовало 40 клубов. В полуфинале действующий чемпион победил датский «Брондбю», а «Франкфурт» победил шведский «Мальмё». По результатам двух матчей со счётом 8:0 победу вновь одержал «Умео». В сезоне 2004/05 уже участвовало 43 команды. Кубок вернулся в Германию, так как победу в турнире одержал потсдамский «Турбине». В финале немецкие футболистки с общим счётом 5:1 переиграли шведский «Юргорден».
В сезоне 2005/06 в розыгрыше вновь приняло участие 43 клуба. В финале встретились два немецких клуба «Турбине» и «Франкфурт». В первом финальном матче «Франкфурт», на выезде, одержал победу со счётом 4:0, а в ответном поединке он так же обыграл «Турбине» со счётом 3:2.
В сезоне 2006/07 формат турнира не претерпел никаких изменений. В четвертьфинале произошли сенсации — оба немецких клуба-финалиста прошлого розыгрыша выбыли из турнира. В 1/2 финала «Арсенал» обыграл «Брондбю», а «Умео» — «Кольботн». «Умео» в четвёртый раз в истории вышел в финал. В первом матче в Швеции «Арсенал» победил 1:0, а дома сыграл в нулевую ничью и в итоге английский клуб выиграл турнир. В сезоне 2007/08 участие в турнире приняли 45 клубов, а «Арсенал» в четвертьфинале проиграл «Лиону». В двухматчевом финале с общим счётом 4:3 «Франкфурт» обыграл «Умео».
Сезон 2008/09 стал последним под названием Кубок УЕФА, который ознаменовался прорывом двух дебютантов. В финал вышли немецкий «Дуйсбург 2001» и российский клуб «Звезда 2005», которые впервые принимали участие в еврокубке. В первом матче финала «Дуйсбург 2001» разгромил оппонента на выезде со счётом 6:0, а в ответном поединке была зафиксирована ничья 1:1, которая принесла «Дуйсбургу» золотые медали.

### С 2009 по 2021 год
Квалификация для участия в конкурсе базируется на основе таблицы коэффициентов УЕФА, старт для команд в турнире с более высоких раундов предоставляется странам, которых являются по рейтингу более успешными.

Логотип, использовавшийся до 2021 гг.

Перед сезоном 2009/10 Исполнительный комитет УЕФА принял постановление о переименовании Кубка УЕФА среди женщин, который стал называться Лигой чемпионов УЕФА. Кроме названия, изменился и формат турнира, в котором стало принимать участие представители 45 национальных ассоциаций и стал проводиться одноматчевый финал на нейтральном поле. Первым победителем турнира под новым названием является немецкий «Турбине», который обыграл в финале 2010 года в серии пенальти, со счётом 7:6 французский «Лион», на стадионе «Колисеум Альфонсо Перес» в Хетафе. В сезоне 2010/11 победителем стал прошлогодний финалист «Лион», взявший реванш у «Турбине» со счётом 2:0 на стадионе «Крейвен Коттедж» в Лондоне.
11 декабря 2008 года УЕФА объявил, что турнир будет переименован в Лигу чемпионов УЕФА среди женщин. Как и в мужской Лиге чемпионов УЕФА, в новом турнире стали участвовать призёры стран с более успешными лигами, а финал стал одноматчевым, который стал проводиться на нейтральном поле.
По состоянию на 31 марта 2008 года УЕФА подтвердил, что восемь ведущих стран в таблице коэффициентов УЕФА с сезона 2003/04 по сезон 2007/08 будут представлять два клуба. Это чемпионаты Германии, Швеции, Англии, Франции, Дании, России, Норвегии и Италии. Из-за изменения рейтинга коэффициентов перед сезоном 2010/11, Исландия получила место в «восьмёрке лучших», вместо Норвегии.
Действующий победитель турнира имеет право квалифицироваться в 1/16 финала следующего розыгрыша, если он не смог квалифицироваться по итогам сезона в национальном чемпионате. В турнире имеют право выступать команды из всех 53 ассоциаций УЕФА. Тем не менее, в течение последних девяти лет розыгрыша турнира Албания, Андорра, Латвия, Лихтенштейн, Черногория и Сан-Марино никогда не участвовали в турнире. Люксембург и Армения участвовали только в сезоне 2001/02.
С сезона 2009/10, когда турнир был переименован в Лигу чемпионов УЕФА, розыгрыш которого составлял отборочный групповой этап, четыре стадии плей-офф по два матча и финал. Формат розыгрыша таков:
- Отборочный раунд. В нём участвуют чемпионы стран с наиболее низкими коэффициентами. Их делят на группы (в сезоне-2016/17 — 9 групп, в сезонах 2017/18—2020/21 — 10, ранее — 8) по четыре команды (в соответствии с предварительным рассевом по четырём корзинам). Игры в группах проходят в один круг в заранее определённых местах (на поле одной из команд, каждая из которых образует свою группу). Победители групп квалифицируются в плей-офф (также в зависимости от количества команд, попавших в раунд плей-офф напрямую, мог осуществляться отбор по турнирным показателям из команд, занявших вторые места).
- Плей-офф. Победители отборочного раунда проходят в 1/16 финала и присоединяются к тем командам, которые попали в плей-офф напрямую. С этой стадии борьба идёт в рамках двухматчевых поединков. Жеребьёвки 1/16 и 1/8 финала проходят одновременно. Вторая жеребьёвка охватывает 1/4, 1/2 и финал. Если по окончании основного и дополнительного времени ответного поединка счёт равный, в силу вступает правило выездного гола. Если этого недостаточно, судьба путёвки в следующий раунд решается в серии пенальти.
- Финал. Финал состоит из одного матча, который проводится за два дня до финала мужской Лиги чемпионов УЕФА, в том же городе.

### С 2021 по 2025 год
4 декабря 2019 года было объявлено о новом формате, который вступит в силу в сезоне 2021–2022. Шесть лучших ассоциаций представляли по три команды, ассоциации, занявшие места с 7-го по 16-е, представляли по две команды, а остальные ассоциации — по одной. Соревнование было переформатировано, чтобы больше походить на мужской формат Лиги чемпионов, с групповым этапом, состоящим из двух матчей, и двумя путями через отборочные матчи (Путь чемпионов и Путь команд, не являющихся чемпионами) для команд, которые не проходят автоматически в групповой этап. УЕФА также централизовал права на освещение матчей начиная с группового этапа.
- Квалификация проходит в два этапа: первый этап — мини-турниры с участием 3 или 4 команд с выбыванием после одного поражения, второй этап — двухматчевые противостояния. Каждый из этих этапов разделён на две параллельные группы в зависимости от того, как команды прошли квалификацию:
  - Путь чемпионов состоит из чемпионов ассоциаций, занявших места с 8-го по 50-е. В следующий этап проходят 7 команд.
  - В Путь представителей лиг попадают команды, занявшие вторые места в 16 лучших ассоциациях, и команды, занявшие третьи места в 6 лучших ассоциациях. В Дальше проходят 5 команд.

В групповом этапе участвуют четыре команды, прошедшие квалификацию напрямую: действующие чемпионы Лиги Чемпионов и чемпионы трёх ведущих ассоциаций. Команды разделены на четыре группы по четыре команды в каждой, и по две команды из каждой группы выходят в двухматчевые четвертьфиналы.

### С 2025 года
4 декабря 2023 года был объявлен новый формат, который вступает в силу в сезоне 2025–2026. Семь лучших ассоциаций выставляют по три команды, ассоциации, занявшие места с 8 по 17, выставляют по две команды, а остальные ассоциации — по одной. Соревнование перестроено таким образом, чтобы больше походить на мужской формат Лиги чемпионов, со швейцарской системой «этапа лиги», состоящей из 6 игр с 6 разными соперниками (3 дома и 3 на выезде), и двумя путями (Путь чемпионов и Путь лиги) для команд, которые не проходят автоматически в этап лиги.
- Квалификация проходит в два этапа, каждый из которых состоит из трёх раундов.
  - Путь чемпионов состоит из чемпионов национальных чемпионатов из ассоциаций, занявших седьмое место или ниже, а также из вице-чемпиона соревнований предыдущего сезона. В стадию лиги выходят 4 команды. Первый и второй раунды проводятся в виде серии мини-турниров с участием четырёх команд, а третий раунд — в виде двухматчевых противостояний.
  - Путь представителей лиг состоит из команд, занявших вторые места в национальных чемпионатах, которые входят в число ассоциаций с четвёртого по семнадцатое место, и команд, занявших третьи места в национальных чемпионатах, которые входят в число ассоциаций с первого по седьмое место. Второй раунд проводится в формате серии мини-турниров с участием четырёх команд, а третий раунд — в формате двухматчевых противостояний.
  - Команды, проигравшие в матчах третьего раунда, а также команды, занявшие второе и третье места в мини-турнирах второго раунда, переходят в Кубок Европы УЕФА, а команды, занявшие четвёртое место в мини-турнирах второго раунда, и все проигравшие в мини-турнирах первого раунда выбывают из турнира.
- В групповой этап Лиги напрямую попадают девять команд: действующий чемпион, национальные чемпионы из ассоциаций, занявших шестое место или выше, а также команды, занявшие вторые места в двух ведущих ассоциациях.
  - Четыре лучшие команды из группового этапа выйдут в четвертьфинал, а команды, занявшие места с пятого по двенадцатое, пройдут в раунд плей-офф. Остальные шесть команд выбывают.

## Статистика и рекорды

### Победы и финалы по клубам
| Команда       | Победы | Финалы | Годы побед                                     | Годы финалов           |
| ------------- | ------ | ------ | ---------------------------------------------- | ---------------------- |
| Олимпик Лион  | 8      | 3      | 2011, 2012, 2016, 2017, 2018, 2019, 2020, 2022 | 2010, 2013, 2024       |
| Франкфурт     | 4      | 2      | 2002, 2006, 2008, 2015                         | 2004, 2012             |
| Барселона     | 3      | 3      | 2021, 2023, 2024                               | 2019, 2022, 2025       |
| Вольфсбург    | 2      | 4      | 2013, 2014                                     | 2016, 2018, 2020, 2023 |
| Умео          | 2      | 3      | 2003, 2004                                     | 2002, 2007, 2008       |
| Арсенал       | 2      | 0      | 2007, 2025                                     |                        |
| Турбине       | 2      | 2      | 2005, 2010                                     | 2006, 2011             |
| Дуйсбург 2001 | 1      | 0      | 2009                                           |                        |
| ПСЖ           | 0      | 2      |                                                | 2015, 2017             |
| Звезда-2005   | 0      | 1      |                                                | 2009                   |
| Юргорден      | 0      | 1      |                                                | 2005                   |
| Йёрринг       | 0      | 1      |                                                | 2003                   |
| Тюресё        | 0      | 1      |                                                | 2014                   |
| Челси         | 0      | 1      |                                                | 2021                   |

### Победы и финалы по странам
| Страна   | Победы | Финалы |
| -------- | ------ | ------ |
| Германия | 9      | 8      |
| Франция  | 8      | 5      |
| Испания  | 3      | 3      |
| Швеция   | 2      | 5      |
| Англия   | 2      | 1      |
| Дания    | 0      | 1      |
| Россия   | 0      | 1      |

### Лучшие бомбардиры
Жирным обозначены игроки, продолжающие карьеру.
| #  | Футболистка     | Страна    | Голы | Клуб(-ы)                              |
| -- | --------------- | --------- | ---- | ------------------------------------- |
| 1  | Ада Хегерберг   | Норвегия  | 66   | Стабек, Турбине, Лион                 |
| 2  | Аня Миттаг      | Германия  | 51   | Турбине, Русенгорд, ПСЖ, Вольфсбург   |
| 3  | Эжени Ле Соммер | Франция   | 50   | Лион                                  |
| 4  | Конни Полерс    | Германия  | 48   | Турбине, Франкфурт, Вольфсбург        |
| 5  | Марта           | Бразилия  | 46   | Умео, Тюресё, Русенгорд               |
| 6  | Камиль Абили    | Франция   | 43   | Монпелье, Лион                        |
| 6  | Ким Литтл       | Шотландия | 43   | Хиберниан, Арсенал                    |
| 8  | Лотта Шелин     | Швеция    | 42   | Лион, Русенгорд                       |
| 9  | Пернилле Хардер | Дания     | 41   | Линчёпинг, Вольфсбург, Челси, Бавария |
| 10 | Нина Бургер     | Австрия   | 40   | Нойленгбах                            |

## Медали (2001—2025)
| Место           | Страна          | Золото | Серебро | Бронза | Всего |
| --------------- | --------------- | ------ | ------- | ------ | ----- |
| 1               | Германия        | 9      | 8       | 10     | 27    |
| 2               | Франция         | 8      | 4       | 11     | 23    |
| 3               | Испания         | 3      | 3       | 2      | 8     |
| 4               | Швеция          | 2      | 5       | 4      | 11    |
| 5               | Англия          | 2      | 1       | 14     | 17    |
| 6               | Дания           | 0      | 1       | 3      | 4     |
| 7               | Россия          | 0      | 1       | 0      | 1     |
| 8               | Норвегия        | 0      | 0       | 2      | 2     |
| 9               | Италия          | 0      | 0       | 1      | 1     |
| 9               | Финляндия       | 0      | 0       | 1      | 1     |
| Всего стран: 10 | Всего стран: 10 | 24     | 23      | 48     | 95    |

Примечание: Полуфинальное выступление считалось долей бронзы.
Краткое содержание
| #                                | Год     | 1        | 2        | 3        | 3         | ¼           | ¼          | ¼          | ¼          | Команд |
| -------------------------------- | ------- | -------- | -------- | -------- | --------- | ----------- | ---------- | ---------- | ---------- | ------ |
| Кубок УЕФА среди женщин          |         |          |          |          |           |             |            |            |            |        |
| 1                                | 2001-02 | Германия | Швеция   | Франция  | Финляндия | Англия      | Дания      | Россия     | Норвегия   | 33     |
| 2                                | 2002-03 | Швеция   | Дания    | Германия | Англия    | Франция     | Финляндия  | Норвегия   | Россия     | 35     |
| 3                                | 2003-04 | Швеция   | Германия | Дания    | Швеция    | Азербайджан | Россия     | Норвегия   | Англия     | 41     |
| 4                                | 2004-05 | Германия | Швеция   | Англия   | Норвегия  | Швеция      | Италия     | Россия     | Беларусь   | 43     |
| 5                                | 2005-06 | Германия | Германия | Франция  | Швеция    | Англия      | Дания      | Исландия   | Чехия      | 43     |
| 6                                | 2006-07 | Англия   | Швеция   | Норвегия | Дания     | Норвегия    | Германия   | Исландия   | Нидерланды | 43     |
| 7                                | 2007-08 | Германия | Швеция   | Италия   | Франция   | Англия      | Дания      | Бельгия    | Россия     | 45     |
| 8                                | 2008-09 | Германия | Россия   | Франция  | Швеция    | Дания       | Германия   | Англия     | Италия     | 43     |
| Лига чемпионов УЕФА среди женщин |         |          |          |          |           |             |            |            |            |        |
| 9                                | 2009-10 | Германия | Франция  | Швеция   | Германия  | Франция     | Англия     | Италия     | Норвегия   | 53     |
| 10                               | 2010-11 | Франция  | Германия | Англия   | Германия  | Россия      | Швеция     | Англия     | Франция    | 51     |
| 11                               | 2011-12 | Франция  | Германия | Германия | Англия    | Швеция      | Дания      | Россия     | Швеция     | 54     |
| 12                               | 2012-13 | Германия | Франция  | Англия   | Франция   | Италия      | Россия     | Швеция     | Швеция     | 54     |
| 13                               | 2013-14 | Германия | Швеция   | Англия   | Германия  | Германия    | Австрия    | Италия     | Испания    | 54     |
| 14                               | 2014-15 | Германия | Франция  | Германия | Дания     | Англия      | Швеция     | Швеция     | Шотландия  | 54     |
| 15                               | 2015-16 | Франция  | Германия | Германия | Франция   | Италия      | Швеция     | Чехия      | Испания    | 56     |
| 16                               | 2016-17 | Франция  | Франция  | Англия   | Испания   | Дания       | Германия   | Швеция     | Германия   | 59     |
| 17                               | 2017-18 | Франция  | Германия | Англия   | Англия    | Франция     | Чехия      | Швеция     | Испания    | 61     |
| 18                               | 2018-19 | Франция  | Испания  | Англия   | Германия  | Германия    | Франция    | Чехия      | Норвегия   | 60     |
| 19                               | 2019-20 | Франция  | Германия | Испания  | Франция   | Шотландия   | Испания    | Англия     | Германия   | 62     |
| 20                               | 2020-21 | Испания  | Англия   | Германия | Франция   | Швеция      | Германия   | Франция    | Англия     | 62     |
| 21                               | 2021-22 | Франция  | Испания  | Германия | Франция   | Испания     | Англия     | Италия     | Германия   | 72     |
| 22                               | 2022-23 | Испания  | Германия | Англия   | Англия    | Франция     | Италия     | Франция    | Германия   | 71     |
| 23                               | 2023-24 | Испания  | Франция  | Англия   | Франция   | Норвегия    | Португалия | Нидерланды | Швеция     | 70     |
| 24                               | 2024-25 | Англия   | Испания  | Англия   | Франция   | Испания     | Германия   | Германия   | Англия     | 71     |